# Liste der Bodendenkmale in Süderbrarup
In der Liste der Bodendenkmale in Süderbrarup sind die Bodendenkmale der Gemeinde Süderbrarup nach dem Stand der Bodendenkmalliste des Archäologischen Landesamts Schleswig-Holstein von 2016 aufgelistet. Die Baudenkmale sind in der Liste der Kulturdenkmale in Süderbrarup aufgeführt.
| Denkmal-ID           | Befundart           | Bezeichnung                          | Zeitstellung                 | Lage | Bemerkungen | Bild |
| -------------------- | ------------------- | ------------------------------------ | ---------------------------- | ---- | ----------- | ---- |
| aKD-ALSH-Nr. 003 985 | Grabmal > Grabhügel | Grabhügel „Kummerhy“                 | Vor- und/oder Frühgeschichte |      |             |      |
| aKD-ALSH-Nr. 003 986 | Grabmal > Grabhügel | Grabhügel                            | Vor- und/oder Frühgeschichte |      |             |      |
| aKD-ALSH-Nr. 003 987 | Versammlungsplatz   | Versammlungsplatz „Thorsberger Moor“ | Vorgeschichte                |      |             |      |